# Johannes Niggeler

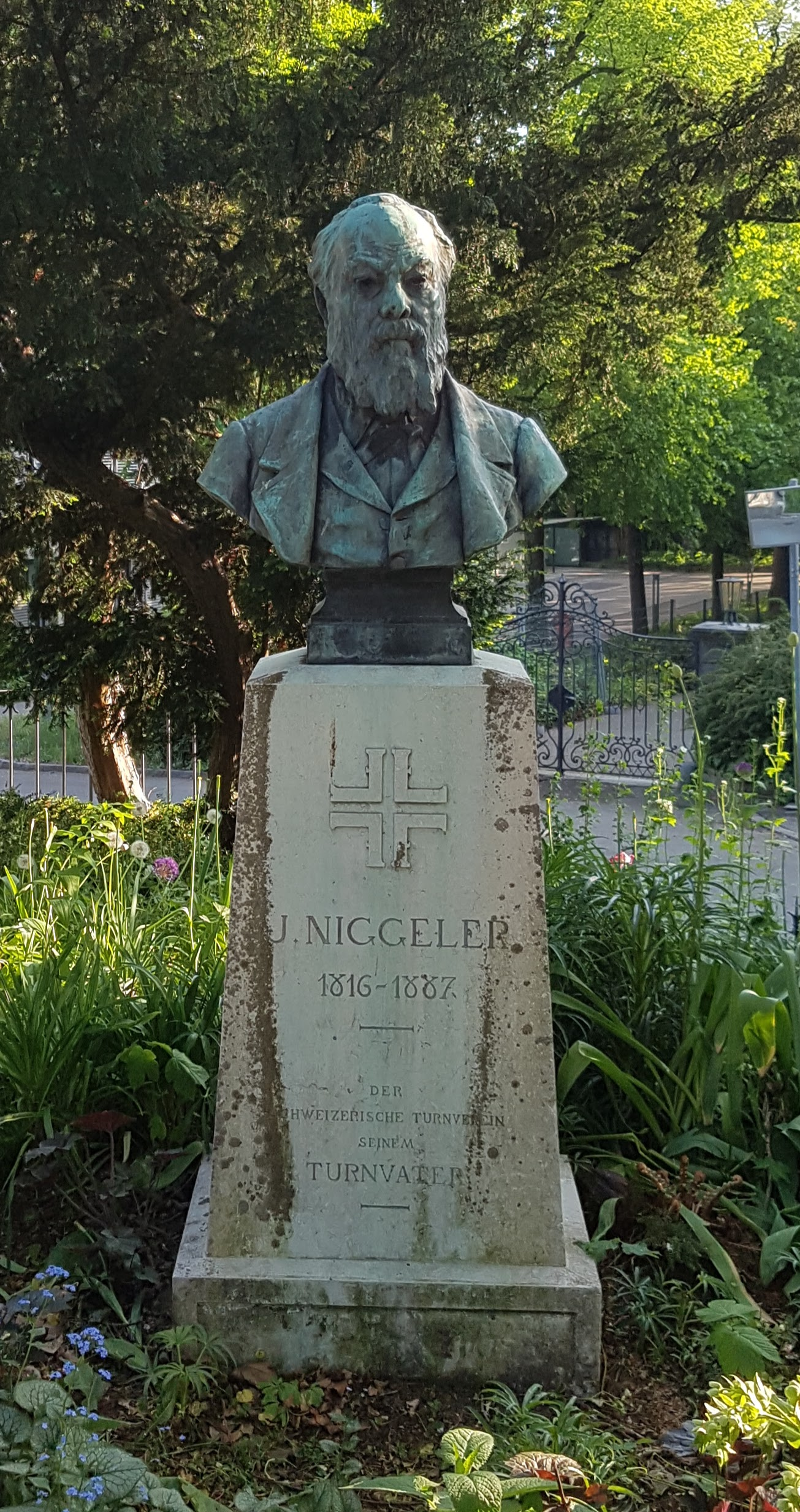
Denkmal für Johannes Niggeler auf der Kleinen Schanze in Bern

Johannes Niggeler (* 5. Februar 1816 in Worben, Kanton Bern; † 8. April 1887 in Bern) war Lehrer, Seminarlehrer und gilt als Turnvater der Schweiz.

## Leben
Niggeler besuchte u. a. als Schüler von Adolf Spieß das Lehrerseminar in Bern und machte 1836 das Lehrerpatent. Er setzte sich für den Turnunterricht an den Schulen und die Ausbildung von Turnlehrkräften ein. 1844–1852 war er Turnlehrer am Seminar Münchenbuchsee und ab 1845 Lehrer an der dortigen Dorfschule. Von der neuen konservativen Berner Regierung entlassen, folgte er 1852 einem Ruf des Kanton Neuenburg, wo er u. a. die Organisation und Leitung des Schulturnens in La Chaux-de-Fonds und Le Locle übernahm. 1857–1863 wirkte er als Turnlehrer an der Kantonsschule in Zürich und am Seminar Küsnacht (ZH). Dort führte er jährliche Turnprüfungen ein und erteilte erstmals Fachnoten im Turnen. 1863 kehrte er als Turnlehrer an die Kantons- (bis 1877) und an die Hochschule (bis 1885) sowie als Turninspektor für die Mittelschulen und ab 1878 für die Primarschulen, Kantonsschulen und Seminarien nach Bern zurück.
Niggeler initiierte und gründete diverse Turnorganisationen in der Schweiz mit, so 1842 den Kantonalturnverein Bern, 1858 den Schweiz. Turnlehrerverein und den Männerturnverein Zürich sowie 1873 den Stadtturnverein Bern. Er organisierte Jugendturnfeste und Turnanlässe und war als Gründer der Schweizerischen Turnzeitung 1858–1886 deren verantwortlicher Redaktor. 1870–1875 wirkte er als Zentralpräsident des Eidgenössischen Turnvereins. Mit dem Slogan Jeder Lehrmann ein Wehrmann setzte er sich für die Lehrerwehrpflicht ein, wodurch bis heute das Schweizer Verteidigungsministerium zuständig für Sportförderung ist. Niggeler setzte sich für eine frühzeitige breit angelegte Ausbildung im Turnen ein, die bis heute die Grundlage der Schweizer Turnschule ist.

## Werke (Auswahl)
- Anleitung zur Betreibung des Turnunterrichts in den bernischen Primarschulen. A. Fischer, Bern 1865. (Digitalisat).

## Weblink
- Publikationen von und über Johannes Niggeler im Katalog Helveticat der Schweizerischen Nationalbibliothek